# تیم ملی والیبال زنان کره شمالی
تیم ملی والیبال زنان کره شمالی (انگلیسی: North Korea women's national volleyball team) تیم ملی والیبال مختص زنان اهل کره شمالی است که به عنوان نماینده کره شمالی در رقابت‌های رسمی و دوستانه با حریفان به رقابت می‌پردازند.